# Reinhold Vorberg
Reinhold Vorberg, född 5 juli 1904 i Kiel, död 2 oktober 1983 i Bonn, var en tysk ämbetsman vid Führerkansliet och medansvarig för Tredje rikets så kallade eutanasiprogram Aktion T4. Vorberg var chef för Gemeinnützige Krankentransport GmbH (GeKraT), ett företag som transporterade psykiskt och fysiskt funktionshindrade personer från lokala vårdinstitutioner till någon av de sex dödsanstalterna: Bernburg, Brandenburg, Grafeneck, Hadamar, Hartheim och Sonnenstein.
I andra världskrigets slutskede greps Vorberg av amerikanska soldater. Han hade dock antagit en falsk identitet och släpptes tämligen omgående. När Viktor Brack, Oberdienstleiter vid Führerkansliet, tillfångatogs kom ockupationsmyndigheterna Vorberg på spåren. Vorberg greps ånyo och internerades i Stammlager VII A i Moosburg an der Isar. Efter ett års krigsfångenskap flydde Vorberg och uppehöll sig i bland annat Heiligenhafen och Hamburg och antog på nytt falsk identitet. I början av 1960-talet tog sökandet efter Vorberg ny fart och han flydde till Spanien. Han greps året därpå och ställdes så småningom inför rätta. I december 1968 dömdes Vorberg till tio års fängelse för medhjälp till mord i 70 237 fall.